# Лара, Лупита
Гуадалу́пе «Лупи́та» Ла́ра Очо́а (исп. Guadalupe «Lupita» Lara Ochoa; род. 6 декабря 1950, Мехико, Мексика) — мексиканская актриса телевидения, театра и кино.

## Биография
Родилась 6 декабря 1950 года в Мехико. В мексиканском театре дебютировала в 1955 году в спектакле Хота, в мексиканском кинематографе дебютировала в 1963 году у до сегодняшнего времени снялась в 54 работах в кино и телесериалах. В 1955 году будущая актриса была приглашена на съёмки детских телепередач: «Бибероландия», «Бомбонсико» и «Я был свидетелем». Наиболее успешной ролью актрисы является роль Лупиты в телесериале Моя секретарша, телесериал оказался настолько успешным, что съёмки шли до 1986 года. Впоследствии актриса приняла участие в ряде известных мексиканских телесериалов. В 2022 году актриса приняла участие в ремейке Богатые тоже плачут.

## Фильмография

### Телесериалы
| Год        | Название телесериала              | Роль               |
| ---------- | --------------------------------- | ------------------ |
| 1963       | Секрет                            |                    |
| 1967       | Возвышенная любовь                |                    |
|            | Четвёртая заповедь                |                    |
|            | Не люблю слёз                     |                    |
|            | Наваждение                        |                    |
| 1968       | Испытание любви                   | Клаудия            |
|            | Умершая любовь                    | Летисия            |
| 1969       | Тревожные предчувствия            |                    |
|            | Росарио                           |                    |
|            | Молитва перед долгой дорогой      | Мариана            |
| 1970       | Музыкант                          |                    |
| 1973       | Момощницы Бога                    | Мильи              |
|            | Мы, бедные                        |                    |
| 1975       | Нарасхват                         | Габриэла Кортес    |
| 1975-86    | Моя секретарша                    |                    |
| 1976       | Бандиты с замёрзшей реки          | Ампаро             |
| 1977-78    | Рина                              | Маргарита          |
| 1978       | Где кончается дорога              | Патрисия Алконеро  |
| 1983       | Хищница                           | Елена              |
| 1985-2007  | Женщина, случаи из реальной жизни |                    |
| 1990-91    | Ничья любовь                      | Амелия             |
| 1992       | Навстречу солнцу                  | Урсула             |
| 1993       | Там за мостом                     | Урсула             |
| 1998       | Что происходит с нами?            |                    |
| 1998-99    | Мечтательницы                     | Вивиана            |
| 2000-01    | Личико ангела                     | Магдалена          |
| 2001       | Девятая заповедь                  | Елена              |
| 2002       | Другая                            | Матильде Португаль |
| 2003       | Под одной кожей                   | Ребека де Барраса  |
|            | Твоя история любви                | Чоле               |
| 2004-05    | Бесчувственная                    | Луиса Руис         |
| 2005       | Рассвет                           |                    |
| 2006-07    | Жестокий мир                      | Симона             |
|            | Любовь без границы                | Матушка Мария      |
| 2007       | В последний момент                | Клеменсия          |
| 2008-н. в. | Роза Гваделупе                    | Адела              |
| 2009       | Братья-детективы                  | Эстер              |
| 2011-12    | Возлюбленное сердце               |                    |
| 2012       | Убежище для любви                 | Чиу                |
| 2013-14    | Моя любовь навсегда               | Гисела             |
| 2014       | Кошка                             | Эухения            |
| 2014-15    | Моё сердце твоё                   | Руби               |
| 2016       | Женщины в чёрном                  | Тания              |
| 2017       | Синхронность                      | Ирма, секретарша   |
| 2019       | Эта история кажется мне знакомой  |                    |
| 2021       | Один день на жизнь                | Эльса              |

### Фильмы
| Год  | Название фильма                                 | Роль                    |
| ---- | ----------------------------------------------- | ----------------------- |
| 1970 | Квелит                                          | Сестра Лучи             |
| 1973 | Вы умрете вместе с солнцем (Байкеры-самоубийцы) | Мими                    |
| 1974 | Рождественская песня                            | Эстела, подруга Скруджа |
| 1975 | Жёлтая мафия                                    | Лаура                   |
| 1981 | Тёмная литургия                                 | Идолина/дочь Изабель    |
| 1991 | Позор                                           |                         |
| 2023 | Выжить в моём XV                                | Донья Эвелия            |

## Театральные работы
| Год  | Название спектакля | Роль |
| ---- | ------------------ | ---- |
| 1955 | Хота               |      |

## Участие в детских телепередачах
| Год  | Название телепередачи |
| ---- | --------------------- |
| 1955 | Бибероландия          |
|      | Бомбонсико            |
|      | Я был свидетелем      |